# Привет, пока! (фильм)
«Привет, пока!» — французский фильм 2008 года, снятый в Израиле и Франции, в котором исследуется жизнь еврейской пары, которая пытается познать свои корни и смысл того, что они евреи.

## В ролях
Фанни Ардан, Жерар Депардьё, Жан Бенгиги, Лиор Ашкенази, Сассон Габай, Жилль Гастон-Дрейфус, Франсуаза Кристоф, Ману Пайе, Жан-Мишель Лами, Мюриель Комбо, Тания-Ривка Муравлева-Блюменфельд.

## Сюжет
В этом фильме Жерар Депардьё и Фанни Ардан играют супругов-евреев, живущих в Париже и являющихся по сути  европейцами. Когда же их сын вдруг женится на католичке, они решают перебраться на свою историческую родину в Израиль, для того чтобы обрести свою идентичность с еврейским народом. Однако там они сталкиваются со множеством бюрократических преград, религиозных, культурологических и этнических сложностей, в результате чего их взаимоотношения проходят испытание на прочность.